# Сврабиша и Чешко шоу
Сврабиша и Чешко (енгл. Itchy & Scratchy) су јунаци измишљеног цртаног филма који се приказује у телевизијској серији Симпсонови. Они су обично део шоуа Крастија Кловна који редовно гледају Барт и Лиса Симпсон. У овом цртаном филму плави миш, Сврабиша (Дан Кастеланета) води борбу са црном мачком, Чешком (Хари Ширер). Овај цртани најчешће траје од 15-60 секунди и пун је насиља, тачније Сврабиша и Чешко покушавају да убију један другог, али обично Сврабиша буде победник. Понекад се у филму појави и Роџер Мајерс, продуцент „Сврабише и Чешка“. Направљен је по узору на цртани Том и Џери и представља пародију на тај цртани. Касније се шоу придружио и Пучи.

## Песма са шпице
На енглеском:

-{They fight,

And bite,

They fight and fight and bite!

Fight fight fight, bite bite bite,

The Itchy and Scratchy Show!
}-
На српском:

Они се туку,

и уједају,

они се туку и туку и уједају!

туку, туку, туку, уједају, уједају, уједају

Сврабиша и Чешко шоу!